# Leggenda antica
La Leggenda antica (Legenda antiqua) è una leggenda scritta in latino tra il 1318 e il 1328, come si può ricavare da alcuni brani tratti dallo Specchio di perfezione e da alcune citazioni che si riferiscono al generalato di Michele da Cesena, da un frate Minore identificato da alcuni studiosi in Fabiano d'Ungheria che studiò ad Avignone nel periodo del generale da Cesena (1316-1328).
La Legenda è contenuta in diversi manoscritti risalenti al secolo XIV, uno in particolare il Cod. Vat. Lat. 4354 si trova nella Biblioteca Vaticana.
In essa vengono riportati lo Speculum perfectionis gli Actus beati Francisci et sociorum eius, parte della Compilatio Assisiensis, il testo di una lettera nella quale i frati Leone, Rufino e Angelo apportano delle critiche al testo su san Francesco scritto da San Bonaventura perché sono state omesse molte qualità del santo come l'umiltà, la povertà, la carità e l'osservanza della regola ed altro materiale extra vagante.